# Esen (ort)
Esen är en ort i Belgien.   Den ligger i provinsen Västflandern och regionen Flandern, i den västra delen av landet, 100 km väster om huvudstaden Bryssel. Esen ligger 5 meter över havet och antalet invånare är 1 854.
Terrängen runt Esen är mycket platt. Runt Esen är det ganska tätbefolkat, med 144 invånare per kvadratkilometer.. Närmaste större samhälle är Roeselare, 18,0 km sydost om Esen. 
Trakten runt Esen består till största delen av jordbruksmark.